# إديث كيلمان
إديث كيلمان (بالإنجليزية: Edith Kellman)‏ هي عالمة فلك أمريكية، ولدت في 4 أبريل 1911 في والورث في الولايات المتحدة، وتوفي بنفس المكان في 11 مايو 2007.